# Grupo de Caza Stavanger
El Grupo de Caza Stavanger (Jad-Gruppe Stavanger) fue una unidad militar de la Luftwaffe durante la Segunda Guerra Mundial.

## I Grupo/77° Escuadra de Caza (Grupo de Caza Stavanger)
Consistió de varias escuadrillas exparsidas sobre toda Noruega

## Historia
Formada en febrero de 1941 en Stavanger. Conocido como Grupo de Caza Stavanger desde junio de 1941 en el I Grupo/77° Escuadra de Caza. En enero de 1942 es redesignado al Grupo de Estado Mayor/I Grupo/5° Escuadra de Caza. 

## Grupo de Estado Mayor (Stab)
Formada en febrero de 1941 en Stavanger. Conocido como Grupo de Caza Stavanger desde junio de 1941 en el I Grupo/77° Escuadra de Caza. En enero de 1942 es redesignado al Grupo de Estado Mayor/I Grupo/5° Escuadra de Caza.

## Comandantes de Grupo
- Capitán Walter Grommes – (febrero de 1941 – junio de 1941)
- Mayor Joachim Seegert – (junio de 1941 – enero de 1942)

## Pilotos de la Escuadra
- El Mayor Joachim Seegert volo su Bf 109E-7 <<+ (junio de 1941 – enero de 1942).

## 1° Escuadra
Formada en febrero de 1941 en Mandal con el Bf 109E. En enero de 1942 es redesignado a la 1° Escuadra/5° Escuadra de Caza.

## Bases
| Fechas                                     | Bases     | Subordinados                                                           |
| 1 de febrero de 1941 – 15 de junio de 1941 | Mandal    |                                                                        |
| 15 de junio de 1941 - 29 de junio de 1941  | Kirkenes  | Grupo de Caza Kirkenes                                                 |
| 29 de junio de 1941 - noviembre de 1941    | Petsamo   | Grupo de Caza Kirkenes/Grupo de Caza z.b.V. (desde septiembre de 1941) |
| Noviembre de 1941 - enero de 1942          | Stavanger | Grupo de Caza Stavanger                                                |

## 2° Escuadra
Formada en febrero de 1941 en Lister con el Bf 109E. En enero de 1942 es redesignado a la 2° Escuadra/5° Escuadra de Caza.

## Bases
| Fechas                          | Bases  | Subordinados                                  |
| Febrero de 1941 - enero de 1942 | Lister | Grupo de Caza Stavanger (desde junio de 1941) |

## 3° Escuadra
Formada en febrero de 1941 en Herdla con el Bf 109E. En junio de 1941 es redesignado a la 14° Escuadra/77° Escuadra de Caza. Reformada en Herdla. En enero de 1942 como la 3° Escuadra/5° Escuadra de Caza.

## Bases
| Fechas                          | Bases  | Subordinados                                  |
| Febrero de 1941 - enero de 1942 | Herdla | Grupo de Caza Stavanger (desde junio de 1941) |

## 4° Escuadra
Formada en febrero de 1941 en Stavanger con el Bf 109E. En junio de 1941 parte de la escuadra fue utilizada formar a la 13° Escuadra/77° Escuadra de Caza. En enero de 1942 es redesignado a la 4° Escuadra/5° Escuadra de Caza.

## Bases
| Fechas                              | Bases     | Subordinados                                  |
| Febrero de 1941 - noviembre de 1941 | Stavanger | Grupo de Caza Stavanger (desde junio de 1941) |
| Noviembre de 1941 - enero de 1942   | Alakurtti | Grupo de Caza z.b.V.                          |

## 13° Escuadra
Formada en junio de 1941 en Stavanger desde partes de la 4° Escuadra/77° Escuadra de Caza (Bf 109E). Disuelta en octubre de 1941, y fue absorbida por la 14° Escuadra/77° Escuadra de Caza.

## Bases
| Fechas                          | Bases          | Subordinados            |
| Junio de 1941 - octubre de 1941 | Stavanger-Sola | Grupo de Caza Stavanger |

## 14° Escuadra
Formada en junio de 1941 en Kirkenes desde la 3° Escuadra/77° Escuadra de Caza (Bf 109E). En enero de 1942 es redesignado a la 5° Escuadra/5° Escuadra de Caza.

## Bases
| Fechas                             | Bases    | Subordinados           |
| Junio de 1941 - septiembre de 1941 | Kirkenes | Grupo de Caza Kirkenes |
| Septiembre de 1941 - enero de 1942 | Petsamo  | Grupo de Caza z.b.V.   |

## 1° Escuadra (Z)
Formada en junio de 1941 en Herdla desde la 2° Escuadra/76° Escuadra de Caza Pesado (Bf 110). En enero de 1942 es redesignado a la 6° Escuadra (Z)/5° Escuadra de Caza.

## Bases
| Fechas                          | Bases     | Subordinados                                                           |
| Junio de 1941 - junio de 1941   | Herdla    |                                                                        |
| Junio de 1941 - octubre de 1941 | Kirkenes  | Grupo de Caza Kirkenes/Grupo de Caza z.b.V. (desde septiembre de 1941) |
| Octubre de 1941 - enero de 1942 | Rovaniemi | Grupo de Caza z.b.V.                                                   |